# William F. Stevenson

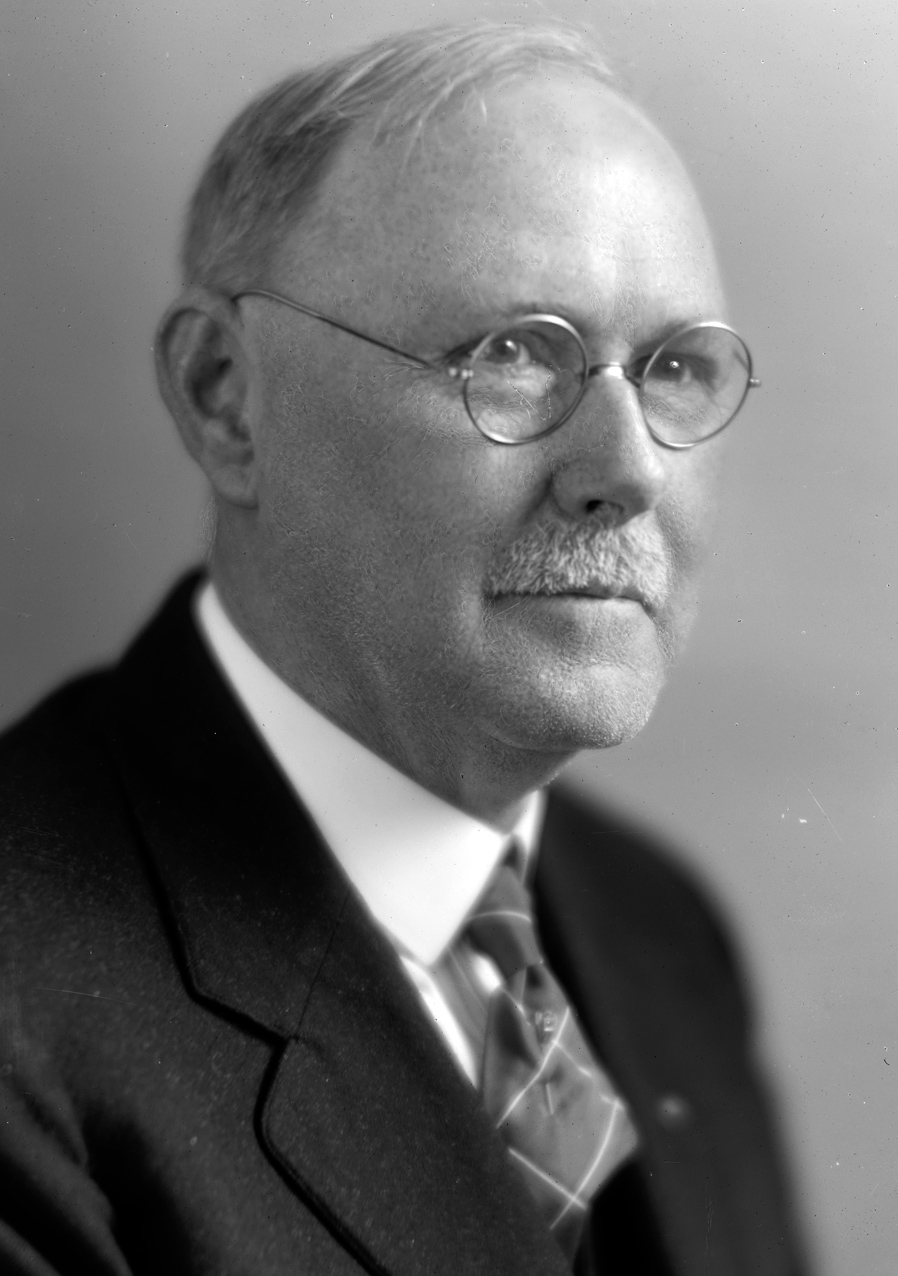
William F. Stevenson

William Francis Stevenson (* 23. November 1861 bei Statesville, Iredell County, North Carolina; † 12. Februar 1942 in Washington, D.C.) war ein US-amerikanischer Politiker. Zwischen 1917 und 1933 vertrat er den Bundesstaat South Carolina im US-Repräsentantenhaus.

## Werdegang
William Stevenson besuchte die öffentlichen Schulen seiner Heimat. Er erhielt aber zusätzlich privaten Unterricht von seinem Vater. Zwischen 1879 und 1880 arbeitete er selbst als Lehrer. Danach studierte er bis 1885 am Davidson College. In den folgenden zwei Jahren war er in der Stadt Cheraw wieder als Lehrer tätig. Nach einem Jurastudium und seiner im Jahr 1887 erfolgten Zulassung als Rechtsanwalt begann er in Chesterfield in seinem neuen Beruf zu praktizieren. Im Jahr 1892 verlegte er seinen Wohnsitz und seine Anwaltskanzlei nach Cheraw.
Politisch wurde Stevenson Mitglied der Demokratischen Partei. Zwischen 1888 und 1914 gehörte er dem regionalen Parteivorstand im Chesterfield County an; von 1896 bis 1902 war er dort Parteivorsitzender. Von 1901 bis 1941 war er Mitglied im Staatsvorstand seiner Partei. In den Jahren 1895 und 1896 amtierte Stevenson als Bürgermeister. Außerdem saß er von 1897 bis 1902 als Abgeordneter im Repräsentantenhaus von South Carolina, ab 1900 war er dessen Präsident. Ab 1902 widmete sich Stevenson verstärkt seinen geschäftlichen Interessen im Chesterfield County. Dort war er inzwischen Berater einer Eisenbahngesellschaft geworden. Von 1907 bis 1911 war Stevenson auch Berater der staatlichen Krankheitskommission (Dispensary Commission). Danach war er von 1911 bis 1914 erneut Abgeordneter im Repräsentantenhaus des Staates.
1916 wurde er im fünften Wahlbezirk von South Carolina in das US-Repräsentantenhaus in Washington, D.C. gewählt. Dort trat er am 4. März 1917 die Nachfolge von Paul G. McCorkle an, der dieses Mandat nur einen Monat lang für den verstorbenen Abgeordneten David E. Finley ausgeübt hatte. Nach sieben Wiederwahlen konnte Stevenson bis zum 3. März 1933 acht zusammenhängende Legislaturperioden im Kongress absolvieren. In diese Zeit fielen der Erste Weltkrieg und der Beginn der Weltwirtschaftskrise. Außerdem wurden in den Jahren 1919, 1920 und 1933 der 18., der 19. und der 20. Verfassungszusatz im Kongress beraten und verabschiedet.
Im Jahr 1932 wurde Stevenson von seiner Partei nicht mehr für eine weitere Legislaturperiode im Kongress nominiert. Zwischen 1933 und 1939 war er Vorstandsmitglied der Federal Home Loan Bank. 1933 war er deren Vorstandsvorsitzender. William Stevenson starb am 12. Februar 1942 in der Bundeshauptstadt Washington.